# Ženski spolni sustav
Ženski spolni sustav je sustav organa u zdjelici žene koji služi za razmnožavanje. Sastoji se od sljedećih organa:
- jajnik (lat. ovarium)
- jajovod (lat. tuba uterina)
- maternica (lat. uterus) – vrat maternice lat. cervix uteri
- rodnica (lat. vagina) – svod rodnice lat. fornix vaginae
- stidnica (lat. vulva)
  - rodnično predvorje (lat. vestibulum vaginae)
  - male stidne usne (lat. labia minora pudendi)
  - velike stidne usne (lat. labia majora pudendi)
  - dražica (lat. clitoris)
- djevičnjak (lat. hymen)

Jajnici i jajovodi su parni organi smješteni u zdjelici. Jajovodi povezuju jajnike s maternicom. Jajovod je izravno spojen s maternicom, dok drugi kraj završava u blizini janika i nema izravnog spoja osim u slučaju poremećaja. Maternica se nastavlja u rodnicu, a vanjski spolni organ žene je stidnica.

## Razvoj
Razvoj spolnih organa u čovjeka ovisi o nasljednoj osnovi. Spolni kromosomi određuju spol zametka. Ženski zametak ima kariotip 46,XX, a muški zametak kariotip 46,XY. Prisustvo Y-kromosoma u muškaraca određuje da će se spolne žlijezde zametka razviti u sjemenike; njega u žena nema pa se spolne žlijezde razvijaju u jajnike.

## Unutarnji spolni organi

### Jajnik
Jajnik je parna spolna žlijezda koja sadrži zametne stanice i stvara ženske spolne hormone. 

### Jajovod
Jajovod je cijev koja započinje u blizini jajnika otvorenim krajem i završava u rogovima maternice. Osnovna uloga jajovod je prijenos jajašca (oplođenog ili neoplođenog) od jajnika do maternice.

### Maternica
Maternica je organ čije su stijenke građene od glatkih mišića, i čija je šupljina namijenjena razvoju i zaštiti oplođene jajne stanice i kasnije ploda.    

### Rodnica
Rodnica je cjevasti organ dug 7 – 10 cm i širok 3 – 4 cm, u čiji gornji dio strši porcija maternice, a nastavlja se u stidnicu. 

## Vanjski spolni organi

### Stidnica
Stidnica je vanjsko žensko spolovilo koji omeđuju velike i male usne. Ondje se nalaze: velike stidne usne, male stidne usne, dražica, Bartholinijeve žlijezde, gomoljak predvorja (lat. bulbus vestibuli).